# Smaragdschattenkolibri
Der Smaragdschattenkolibri (Phaethornis yaruqui) oder Blauschwanzeremit, gelegentlich auch Weißbart-Schattenkolibri genannt,  ist eine Vogelart aus der Familie der Kolibris (Trochilidae). Das Verbreitungsgebiet dieser Art umfasst die Länder Kolumbien und Ecuador. Der Bestand wird von der IUCN als „nicht gefährdet“ (Least Concern) eingeschätzt.

## Merkmale
Der Smaragdschattenkolibri erreicht eine Körperlänge von etwa 13 cm, wobei der lange gebogene Schnabel ca. 4,6 cm ausmacht. Der Unterschnabel ist an der Basis rot. Die Männchen haben einen kupferbronzenen Oberkopf, der Rest der Oberseite ist dunkel metallgrün. Hinter dem Auge befindet sich ein dunkler Fleck, der ober- und unterhalb von einem gelbbraunen bis weißen Strich begrenzt wird. Die Unterseite ist dunkel grünlich grau, meist mit einem verschwommenen grauen Mittelstrich von der Kehle bis zur Brust. Die Unterschwanzdecken sind weißlich, der Schwanz blauschwarz. Die länglichen zentralen Steuerfedern haben weiße Spitzen. Die Weibchen sind sehr ähnlich, doch sind die Augenstriche meist länger und breiter. Auch der mittlere Strich auf der Unterseite ist meist auffälliger als beim Männchen.

## Verhalten
Meist sind Smaragdschattenkolibris einzeln unterwegs und bewegen sich piepsend ca. auf Augenhöhe. Als sogenannte Trapliner fliegen sie wie die meisten Kolibris der Gattung Phaethornis regelmäßig in rascher Folge ganz bestimmte verstreute Blüten an. Dabei bleiben sie nicht an einem Ort, um die Nahrungsquellen zu beobachten und zu verteidigen. Die Männchen sitzen singend und schwanzwackelnd an Leks, von denen einige ganzjährig aufgesucht werden.

## Fortpflanzung
Es ist nicht viel über das Fortpflanzungsverhalten des Smaragdschattenkolibris bekannt. Im Tal des Río Anchicaya fand man ein Nest, das an der Unterseite einer Helikonie angebracht war und in dem sich ein Ei befand. In den Departamentos Chocó und Valle del Cauca wurden Smaragdschattenkolibris von Februar bis Dezember in Brutstimmung beobachtet.

## Lautäußerungen
Wenn Smaragdschattenkolibris losfliegen, geben sie ein Gekreische von sich. Ihre Lieder klingen wie ein kratzendes siik, das sie 25 bis 54 mal in der Minute wiederholen. Dabei sitzen sie auf Ästen in 1 bis 1,5 Metern Höhe.

## Verbreitung und Lebensraum

Verbreitungsgebiet (grün) des Smaragdschattenkolibris

Smaragdschattenkolibris kommen in feuchten Wäldern und Unterholz in Höhenlagen bis 1500 Metern vor. Darüber werden sie meist vom Orangebauch-Schattenkolibri (Phaethornis syrmatophorus Gould, 1852) abgelöst. Smaragdschattenkolibris sind an den Pazifikküsten vom Tal des Unterlaufs des Río Atrato und seines Nebenflusses Río Truandó bis in den Nordwesten Ecuadors verbreitet.

## Etymologie und Forschungsgeschichte
Jules Bourcier beschrieb den Smaragdschattenkolibri unter dem Namen Trochilus Yaruqui. Das Typusexemplar stammt aus der Gegend von Yaruquí. 1827 führte William Swainson die Gattung Phaethornis für den Langschwanz-Schattenkolibri (Phaethornis superciliosus (Linnaeus, 1766)) ein, der später auch der Smaragdschattenkolibri zugeordnet wurde.
Der Begriff Phaethornis leitet sich aus den griechischen Wörtern φαέθων phaéthōn für „leuchtend, strahlend“ und ὄρνις órnis für „Vogel“ ab. Der Artname yaruqui bezieht sich auf den angeblichen Fundort. 1911 hatte Carl Eduard Hellmayr Phaethornis yaruqui sanctijohannis beschrieben, eine Unterart, die sich später als immatures Typusexemplar herausstellte. Der Name sanctijohannis bezieht sich ebenfalls auf den Fundort, den Río San Juan im Departamento del Chocó. Der Fluss wurde am 24. Juni 1525 entdeckt und daher nach Johannes dem Täufer benannt.